# Hongdu L-15
Hongdu L-15 je dvoumotorový pokročilý proudový cvičný a lehký bojový letoun vyráběný čínskou společností Hongdu Aviation Industry Group (HAIG). Je vyvíjen v nadzvukové i podzvukové verzi. Na vývoji letounu Čína spolupracovala s ruskou konstrukční kanceláří Jakovlev a proto má typ L-15 stejné aerodynamické řešení, jako cvičné stroje Jakovlev Jak-130 a Alenia Aermacchi M-346 Master. Společnost Hongdu chce typ zavést do výzbroje letectva ČLR (zde mu konkuruje typ Guizhou JL-9) i exportovat do dalších zemí. Stroj tak může navázat na úspěšný stroj Hongdu K-8 Karakorum.

## Vývoj
Letoun je určen pro výcvik pilotů letadel čtvrté a páté generace, především typů Chengdu J-10, Shenyang J-11, Suchoj Su-27 a Suchoj Su-30. Maketa letadla byla poprvé představena veřejnosti roku 2004 na aerosalonu Zhuhai Airshow. Rollout prototypu podzvukové verze AJT (Advanced Jet Trainer) proběhl 29. září 2005. K jeho prvnímu letu došlo 13. března 2006. Druhý prototyp poprvé vzlétl 10. května 2008. Zatímco první dva prototypy ještě nesly staré motory Lotarev DV-2, třetí prototyp dostal motory Ivčenko Progress Al-222-25 s tahem 24,52 kN.
Dne 26. října 2010 vzlétl šestý prototyp L-15, který je zároveň prvním prototypem nadzvukové verze L-15 LIFT (Lead-in Fighter Trainer). Od běžných cvičných letadel L-15 se liší především prodlouženou přídí a motory s přídavným spalováním Al-222K-25F.

## Konstrukce
Jedná se o dvoumístný dvoumotorový letoun navržený pro vysokou obratnost a schopnost létat na vysokých úhlech náběhu, což dovoluje simulovat vlastnosti nejnovějších bojových letounů. K řízení slouží ruský trojnásobný digitální systém. L-15 má moderní tzv. skleněný kokpit, kterému dominují tři rozměrné LCD displeje a ovládání HOTAS. Letoun je vybaven čtyřmi podkřídelními závěsníky a dvěma závěsníky na koncích křídla.

## Specifikace (L-15 LIFT)

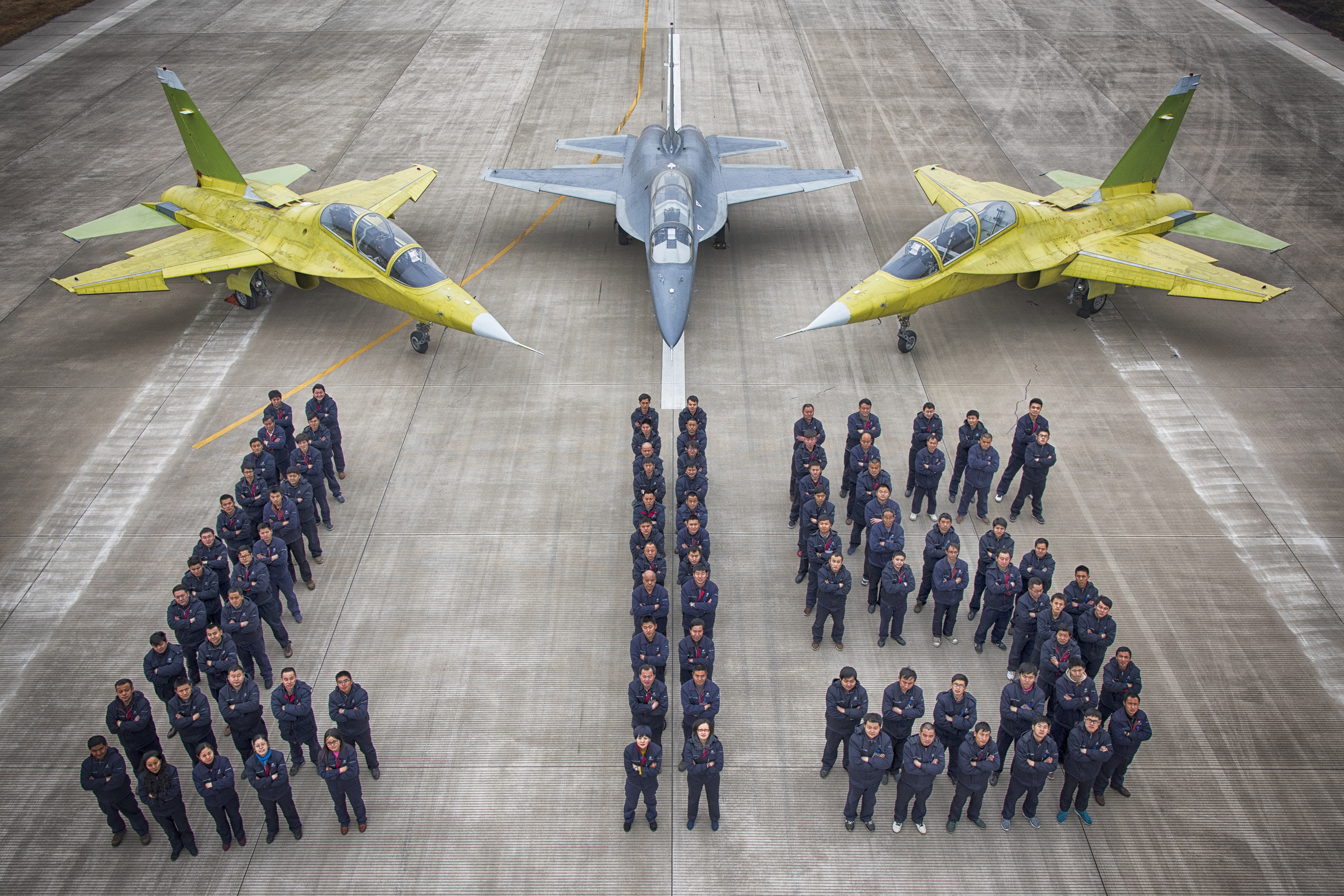
L-15 během předávacího ceremoniálu

### Technické údaje
- Posádka: 2 (instruktor a žák)
- Délka: 9,48 m
- Rozpětí: 12,27 m
- Výška: 4,81 m
- Hmotnost prázdného stroje: 4960 kg
- Maximální vzletová hmotnost : 9500 kg
- Pohonná jednotka: 2× dvouproudový motor Progress Al-222K-25F
- Tah pohonné jednotky: 41,19 kN

### Výkony
- Maximální rychlost: 1,4 M
- Dolet 550 km
- Dostup: 16 000 m
- Počáteční Stoupavost: 150 m/s

### Výzbroj
- 3000 kg výzbroje na šesti závěsnících pod křídlem a na koncích křídla[2]
- volitelně pasivní radar PESA s dosahem 75 km[7]